# Републикански път III-6005
Републикански път IIІ-6005 е третокласен път, част от Републиканската пътна мрежа на България, преминаващ изцяло по територията на Кюстендилска област, Община Кюстендил. Дължината му е 13,1 km.
Пътят се отклонява наляво при 25,1 km на Републикански път I-6 в центъра на село Ябълково и се насочва на северозапад през северната част на Кюстендилската котловина. След разклона за град Кюстендил завива на север, а след разклона за село Николичевци — на изток. В центъра на село Копиловци пътят завива на север-северозапад и до село Шишковци на протежение от 3,3 km се дублира с ІІІ-6003. След Шишковци посоката му става запад-северозапад и следва долината на река Драговищица (десен приток на Струма) до село Драговищица, където се свързва с Републикански път III-637 при неговия 67,8 km.
| Пътища, отклоняващи се надясно (населено място, № на пътя, посока на пътя) | km   | Пътища, отклоняващи се наляво (посока на пътя, № на пътя, населено място) |
| -------------------------------------------------------------------------- | ---- | ------------------------------------------------------------------------- |
| Община Кюстендил, I-6, 25,1 km, с. Ябълково ←                              | 0,0  | ← с. Ябълково, 25,1 km, I-6, Община Кюстендил                             |
|                                                                            | 1,7  | → общински път (за гр. Кюстендил)                                         |
|                                                                            | 2,5  | → общински път (за с. Николичевци)                                        |
| (от 30,1 km на I-6) III-6003 1,9 km, с. Копиловци →                        | 4,3  | ← с. Копиловци                                                            |
| (до 61,8 km на III-637) III-6003 5,2 km, с. Шишковци ←                     | 7,6  | → с. Шишковци                                                             |
| (от 51 km на II-63), III-637, 67,8 km, с. Драговищица →                    | 15,0 | → с. Драговищица, 67,8 km, III-637 (до с. Драговищица)                    |

Забележка
1. ↑  На протежение от 3,3 km (от km 4,3 до km 7,6) Републикански път ІII-6005 се дублира с Републикански път III-6003 (от km 1,9 до km 5,2)